# Gro Hammerseng
Gro Hammerseng (Gjøvik, 10 aprile 1980) è un'ex pallamanista norvegese, carismatico capitano della nazionale norvegese e considerata tra le migliori giocatrici del mondo. Con la maglia della nazionale ha vinto l'oro olimpico ai Giochi di Pechino 2008.

## Carriera
Ha iniziato la sua carriera nel Vardal IF e in seguito ha giocato nel Raufoss IL e nel Gjøvik og Vardal HK. Dal 2003 milita nel Ikast-Bording Elite Håndbold, in Danimarca. 2010 Larvik HK.
Fa il suo debutto nella nazionale norvegese nel 2000 e la guida a due vittorie consecutive ai campionati europei di pallamano nel 2004 e nel 2006, venendo votata miglior giocatrice del torneo in entrambi i casi. Nel 2007 è eletta migliore pallamanista dell'anno, dalla Federazione Internazionale di Pallamano.
Nel 2008 ha vinto con la nazionale norvegese la medaglia d'oro alle Olimpiadi di Pechino 2008.
Impegnata a livello sociale, in occasione delle Olimpiadi di Pechino 2008, Gro Hammerseng ha partecipato, assieme ad altri atleti norvegesi, alla campagna di Amnesty International in favore dei perseguitati politici e la difesa dei diritti civili in Cina.
Fece molto scalpore nel 2005 quando rivelò la sua relazione con la compagna di squadra e di nazionale Katja Nyberg, tra l'altro finita dopo 5 anni di fidanzamento.

## Palmarès

### Club
- EHF Champions League: 1

Larvik: 2010-2011
- Coppa delle Coppe: 1

FC Midtjylland: 2003-2004
- Campionato norvegese: 7

Larvik: 2011, 2012, 2013, 2014, 2015, 2016, 2017
- Coppa di Norvegia: 7

Larvik: 2011, 2012, 2013, 2014, 2015, 2016, 2017

### Nazionale
- Oro olimpico: 1

Pechino 2008
- Campionato mondiale

 Argento: Italia 2001
 Argento: Francia 2007
- Campionato europeo

 Oro: Ungheria 2004
 Oro: Svezia 2006
 Oro: Danimarca-Norvegia 2010
 Argento: Danimarca 2002

### Individuale
- Miglior giocatrice dell'anno IHF: 1

2007
- Migliore terzino sinistro al campionato mondiale: 1

Francia 2007
- Migliore giocatrice al campionato europeo: 2

Ungheria 2004, Svezia 2006
- Migliore centrale al campionato europeo: 3

Ungheria 2004, Svezia 2006, Danimarca-Norvegia 2010
- Migliore centrale dell'anno nel campionato danese: 1

2005